# Giovanni Maria Fontana
Giovanni Mario Fontana (en russe : Джованни Мария Фонтанa, en italien : Giovanni Maria Fontana ; né en 1670 à Lugano et mort en 1712 ?) est un architecte d'origine suisse, représentant du style baroque à Saint-Pétersbourg et à Moscou. Selon certains historiens, son véritable nom est Francesco Fontana.
On sait très peu sur cet architecte. Certaines sources affirment qu'à cette époque de la fin du XVIIe siècle, début du XVIIIe siècle, il existait deux Giovanni Fontana ainsi qu'un Francesco Fontana. Ont été attribuées à ce dernier des réalisations des deux premiers.

## Biographie
Fontana provient d'une famille originaire du canton du Tessin en Suisse. Ses dates précises de naissance et de décès sont inconnues. Parmi les architectes et les sculpteurs de cette famille Fontana, le plus connu est Carlo Fontana, que certains chercheurs considèrent comme l'oncle et le professeur de Giovanni Mario Fontana.
Les premières traces écrites du passage de Giovanni Fontana en Russie datent de 1703 ; après la signature à Copenhague d'un accord avec l'ambassadeur russe Andreï Ismaïlov (ru), Fontana arrive en Russie par le port d'Arkhangelsk. Suivant Igor Grabar, Fontana a pu participer à la construction et la transformation de diverses portes à Moscou dès 1703. Le premier projet concernait celui du Palais Lefortovo (ru) à la Nemetskaïa sloboda.
Selon T. A. Gatova, les travaux de G. Fontana s'inspiraient parfois directement de ses livres d'architecture. Après quelques années passées à Moscou, il porte néanmoins déjà le titre d'architecte (alors que précédemment il était maître de palais et de fortification).
Selon les archives, G. Fontana part s'installer à Saint-Pétersbourg vers 1710, à peu près à la même époque qu'Alexandre Danilovitch Menchikov. Au début des années 1710, il poursuit la construction du palais Menchikov sur l'Île Vassilievski et participe à la construction du palais d'Oranienbaum. Selon T. A. Gatova, « il est difficile d'imaginer de quelles forces il disposait pour concevoir ce gigantesque complexe que représente le palais d'Oranienbaum », d'autant plus que Fontana était pratiquement seul à la tête du projet.
G. Fontana quitte Saint-Pétersbourg en 1712 ou en 1714,.

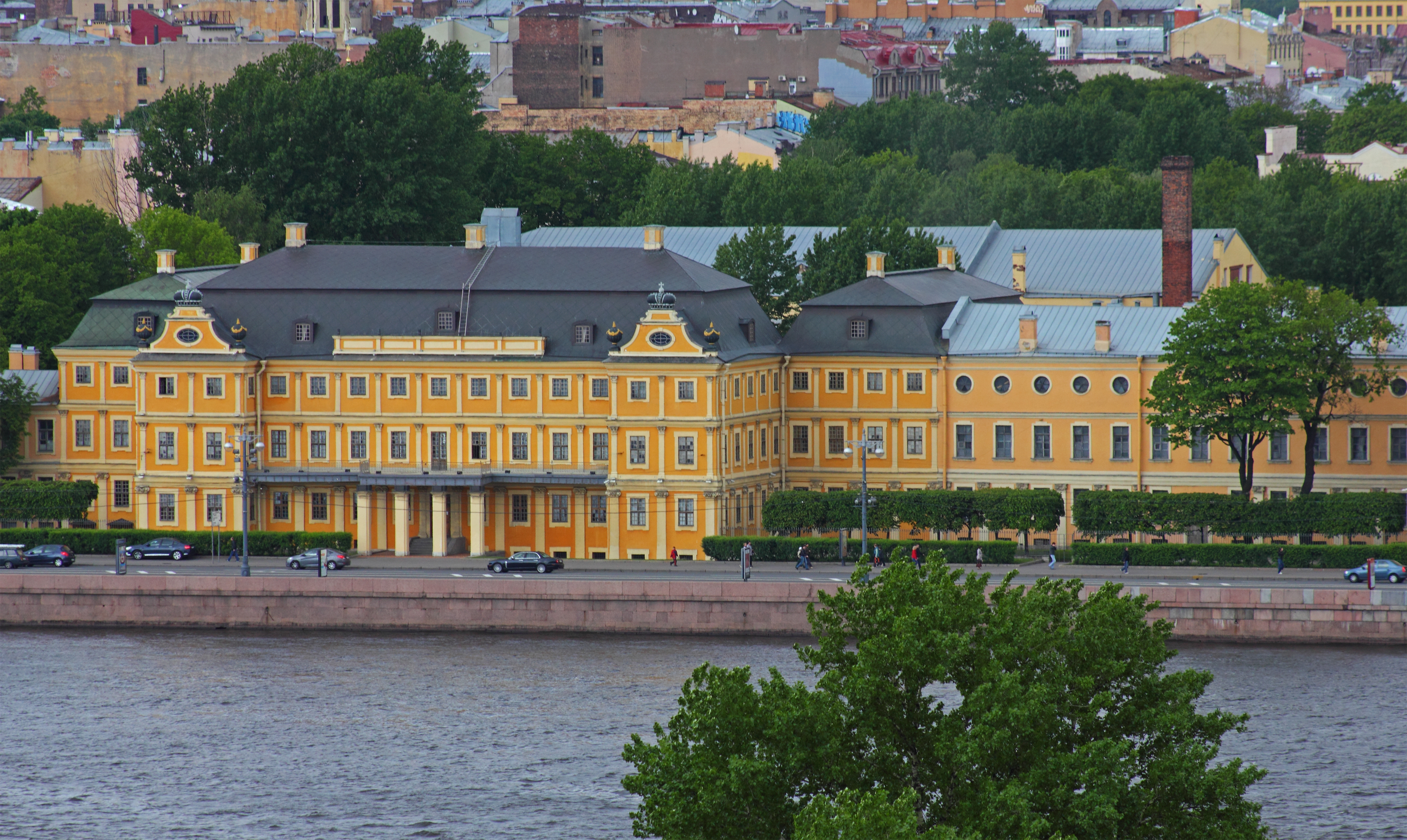
Palais Menchikov à Saint-Pétersbourg

## Réalisations les plus connues
- La reconstruction du palais Lefortovo (ru) à Moscou

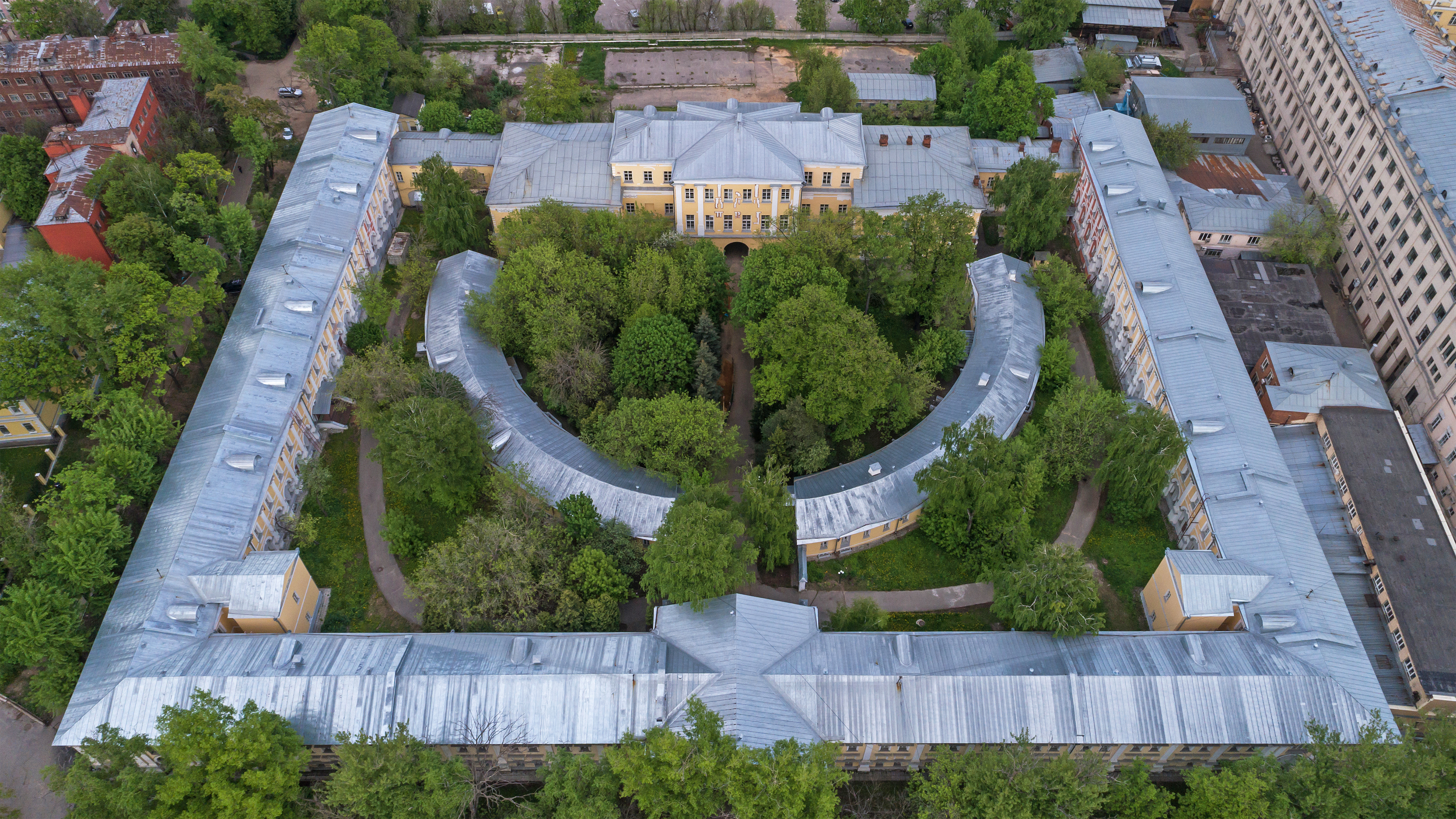
Palais Lefortovo

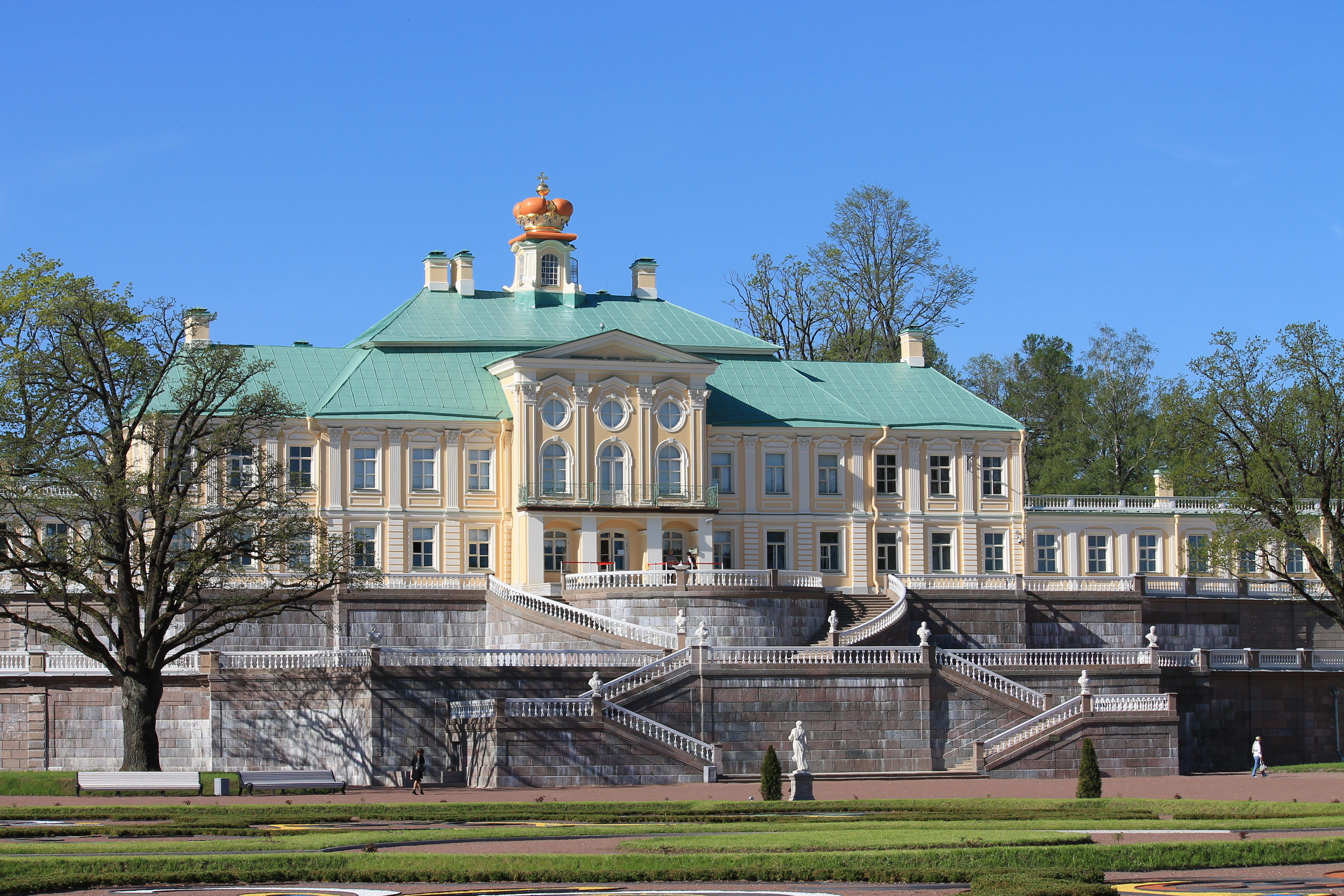
Palais d'Oranienbaum

- Le Palais Menchikov à Saint-Pétersbourg
- Le Palais d'Oranienbaum à Saint-Pétersbourg (Lomonossov)
- Le Palais Gagarine, raïon de Tver à Moscou qui n'a pas été conservé dans sa réalisation initiale.
- Fontana traduit le premier livre d'architecture en russe : La règle des cinq ordres architecturaux en architecture (1709) de Jacopo Barozzi da Vignola, théoricien de l’architecture de la Renaissance en Italie[6].

Parmi les édifices de Moscou, seule la paternité du palais Lefortovo et du palais Gagarine est avérée. Selon Igor Grabar, du fait que Fontana connaissait indiscutablement Gagarine. Mais certains auteurs lui attribuent d'autres bâtiments de Moscou.

### Palais Lefortovo
Menchikov reçoit le palais François Lefort de Pierre le Grand au début de l'année 1707. L'édifice, construit en 1699 sous la direction de Dmitri Aksamitovе (ru), ne lui convient ni en taille, ni quant à son style architectural. G. Fontana dirige la reconstruction de 1707 à 1709 et modifie l'aspect du vieux bâtiment. À cet ancien bâti sont ajoutées des ailes et une cour fermée clôturée par un portail d'apparat vient s'y ajouter. 
Malgré les réparations et modifications ultérieures, les ordres architecturaux sont conservés : pilastres, chapiteaux, archivoltes, témoignent du respect et de la connaissance des traditions architecturales classiques. Selon Igor Grabar, les formes architecturales du palais sont reprises du traité de Jacopo Barozzi da Vignola (les arcades de la cour intérieure, par exemple, reprennent les exemples de Vignola).

### Palais Menchikovà Saint-Pétersbourg
La construction du palais dans le style baroque pétrovien débute en mai 1710, avec le projet de Giovanni Mario Fontana et Gottfried Schädel. En 1714, la plupart des travaux sont achevés à l'exception de l'intérieur qui n'est achevé qu'en 1727. Pierre Ier le Grand appelait ce palais la Maison des ambassades et y organisait presque tous les banquets et les dîners de prestige. Dans les années 1970, le palais a été restauré et aujourd'hui y est installée une filiale du Musée de l'Ermitage.

### Le grand palais Menchikov d'Oranienbaum
Le grand palais Menchikov est le premier et le plus imposant monument architectural de l'ensemble du Parc et du Palais d'Oranienbaum. Il est construit à la demande du prince Alexandre Danilovitch Menchikov en 1711—1727. Giovanni Mario Fontana a supervisé le début des constructions et à partir de 1713 c'est Gottfried Schädel qui a pris le relais. Depuis 1995, le palais a été restauré et depuis 2011, une partie du palais est ouverte au public.